# Richard Glazar
Richard Glazar (29. listopadu 1920 Praha – 20. prosince 1997 tamtéž, jako Richard Goldschmid) byl československý žid a v letech 1942–1943 vězeň vyhlazovacího tábora Treblinka, kterému se odsud jako jednomu z nemnoha podařilo utéci.

## Mládí
Richard Glazar pocházel z československé židovské rodiny. Rodina byla bilingvní, všichni uměli perfektně česky i německy. Žili sice v Praze, ale mnoho času trávili i v Kolíně. Rodiče se v roce 1932 rozvedli, jeho matka si poté vzala obchodníka Kvido Bergmanna, s nímž měla další dvě děti. V říjnu 1939 začal Glazar studovat pražskou univerzitu, ale hned záhy, v listopadu, studia nuceně ukončil, neboť nacisté vysoké školy uzavřeli. Rodina se následně z Prahy přesunula na venkov do Třebenic, kde žila do roku 1942. Richard zde pracoval v zemědělství. V září 1942 byl deportován do Terezína, kde zůstal zhruba měsíc.

## Treblinka
V říjnu 1942 se dostal s transportem československých židů do Treblinky, vyhlazovacího tábora v okupovaném Polsku. Při selekci byl vybrán do pracovního komanda, což mu zachránilo život. Ve své knize Treblinka, slovo jak z dětské říkanky popsal tento okamžik takto:
Co, do dezinfekční koupele že jdeme a potom hned na práci? Stojím vysvlečený docela na konci řady. No, moc teplo na to koupání zrovna není. Zprava podél řady spěchá a míjí mne esesman s čepicí-lodičkou posazenou z čela. Něco ho zpomalí, když už skoro přešel a jen mě přejel pohledem. Zastaví se, prohlédne si mne přes rameno a pak se ke mně docela natočí: 'Komm du auch … – Ty pojď taky, oblékni se, rychle, postav se tam k těm – židovské hvězdy dolů, žádné hodinky, žádný nůž – tak … Budete tady pracovat, když se osvědčíte, můžete se stát Vorarbeiter oder Capos – předáky nebo kápy.' V tomhle okamžiku, pozastaveném prozřetelností či zákonem o počtu pravděpodobnosti – podle toho, co kdo vyznává – SS-Unterscharführer August Willy Miete, 'Anděl smrti' s rybím pohledem a slámovými vlasy, netuší, nedostane vnuknutí, že si právě vlastnoručně vybral na dvaadvacet let dopředu svědka svých činů.

Následujících deset měsíců pracoval jako třídič věcí, které zbyly po zplynovaných. Během povstání v roce 1943 se asi 350 vězňům, mezi nimi i Glazarovi, podařilo utéci. Na rozdíl od většiny uprchlíků, kteří byli chyceni a zabiti, se jeho útěk podařil. Se svým spoluvězněm Karlem Ungerem prošli přes Polsko do Německa, kde se dva roky skrývali pod falešnou identitou. V Mannheimu pracoval v kovárně až do osvobození americkou armádou. Příběh treblinské vzpoury a útěku z Treblinky sepsal Richard Glazar hned po válce, v roce 1945. Knihu se mu ale nepodařilo vydat, poprvé vyšla až roku 1992 ve zkráceném vydání v němčině. Richard Glazar je jedním z klíčových svědků Lanzmannova filmového dokumentu Šoa.

## Po válce
Jediný člen jeho užší rodiny, kdo přežil válku, byla jeho matka, ačkoliv sama prošla Osvětimí a Bergen-Belsenem. Po válce v Praze dostudoval ekonomii. Byl ale pronásledován komunistickým režimem a během pražského jara 1968 emigroval do Švýcarska.
V letech 1961–1965 a 1970 vypovídal v Düsseldorfu v tzv. treblinských procesech s bývalými dozorci (např. Kurt Franz a Franz Stangl) jako jeden z 54 přeživších Treblinky. Při svých výpovědích se vyznačoval skvělou pamětí a jasnými výpověďmi. V posledních letech života hovořil o svých osudech na mnoha přednáškách na vysokých školách.
V říjnu roku 1997 mu byl propůjčen Řád T. G. Masaryka III. třídy. 20. prosince 1997 po smrti své ženy spáchal sebevraždu skokem z okna.